# Шульжевский, Эдуард Иванович
Эдуа́рд Ива́нович Шульже́вский (20 мая 1982 года, Краснодар) — российский актёр, певец, композитор, автор песен. Получил известность, играя в российских мюзиклах «Нотр-Дам де Пари», «Ромео и Джульетта». Своё имя сокращает до Эд.

## Биография

### Ранние годы
Эд Шульжевский родился в Краснодаре в артистической семье. Вокалом занимался с раннего детства — сначала с отцом, а потом в музыкальной школе, параллельно обучаясь игре на фортепиано. Успешно выступал и побеждал на вокальных фестивалях. После девятого класса школы он поступил в Хореографический лицей при Университете культуры Краснодара.
В 17 лет поступил в ГИТИС, зачислен сразу на второй курс. В 2003 году окончил ГИТИС (РАТИ), эстрадный факультет, режиссёрское отделение, мастерская М. Б. Борисова.

### Карьера
В 2001 году был утверждён на роль капитана Феба в мюзикле Notre-Dame de Paris.
В 2004 году, после завершения музыкального проекта Notre-Dame de Paris, прошёл кастинг на главную роль в новую постановку-мюзикл «Ромео и Джульетта».
Сольная карьера Эда Шульжевского началась в 2006 году с записи песен «Снег» (муз. и сл. Эд Шульжевский) и «Странная жизнь» (муз. и сл. Эд Шульжевский), на которую впоследствии был снят клип. Обе композиции находились в ротации многих радиостанций России.
Продолжением сольной карьеры стала запись композиций «Я и ты» и My baby. На эти композиции режиссёром Георгием Тоидзе были сняты видео, попавшие в ротации телеканалов MTV, Муз-ТВ, RU.TV, кроме того, композиции долгое время держались на верхних строчках ведущих радиостанций страны.
В марте 2008 года танцевальный проект Global Deejays представил свой ремикс на композицию Шульжевского «Я и ты».
Первый сольный концерт Шульжевского состоялся в мае 2008 года. Певец представил программу «Черно-белый концерт». На этом концерте присутствовали многие представители российского шоу-бизнеса, которые высоко оценили начинающего артиста. В том же году выходит альбом «Странная жизнь».
В 2009 году певец стал сотрудничать с Денисом Майдановым. Первыми совместными хитами стали песни: «Она и он» и «Люби его».
В 2010 году в эфире радиостанций зазвучала песня «По имени Настя». В декабре состоялась премьера клипа, снятого на этот трек, в роли Насти выступила известная актриса Мария Горбань.
В 2011 году Эд Шульжевский начал гастрольный тур по стране с сольной концертной программой «Она и он», в которой все песни только о любви.
В рамках сольного концерта в своём родном городе Краснодаре Шульжевский презентовал новую песню «Синий вечер», а уже осенью в Лос-Анджелесе был снят клип на эту композицию. Осенью 2011 года Эд Шульжевский отправился в тур, который включал в себя более 20 крупных городов России, где презентовал свою новую концертную программу «…И только о любви». В конце 2011 года вышел третий альбом певца, получивший такое же название.
В марте 2012 года в Киеве прошли съёмки нового клипа Эда Шульжевского на песню «День рождения». Премьера клипа состоялась в апреле.
В том же году певец приступил к работе в новом мюзикле — «Три мушкетёра» (авторы Максим Дунаевский, Марк Розовский и Юрий Ряшенцев), где был утверждён на роль д’Артаньяна.
Шульжевский участвовал в Российском национальном отборочном туре за право поехать на Евровидение 2012 с песней «100 минут».
Весной 2013 года стартовал весенний гастрольный тур: Белгород, Курск, Брянск, Орёл, Тула, Вологда, Череповец, Иваново, Кострома, Ярославль, Рязань, Тамбов, Липецк, Воронеж, Тверь.
В октябре 2013 года вышел клип на песню «Ты — всё».
В 2014 году были выпущены песни «Девочка по имени Любовь» и «Где-то там», попавшие в горячие радиоротации. На композиции «Девочка по имени Любовь» и «Если вдруг» были выпущены клипы.
2015 год — новая песня «Мой город», автором музыки которой является Эд Шульжевский, успешно стартовала на радиостанциях.
Обновлённая сольная программа, названная в честь новой песни «Если ты со мной», с участием нового музыкального коллектива, успешно принимается публикой на сольных концертах.
2016 год — Эдуард Шульжевский принял участие в музыкально-драматическом спектакле «Жизнь и судьба». Выходит песня «Ты моя душа», ставшая саундтреком к фильму «Блестящей жизни лепесток» («Россия 1»).
2017 год — выходит альбом «Мой город». В радиоротацию попадает песня «Мамино тепло».
Эд Шульжевский – ежегодный участник благотворительного детского кинофестиваля «Орлёнок».
Участник фестивалей «Амурская осень» и «Край Света», ежегодный участник детских фестивалей в Астрахани и член жюри конкурса «Ивановская красавица» и «Жар-Птица». Постоянный участник благотворительных акций от МВД и Министерства Обороны, имеет множественные награды за выступления в горячих точках.
Преподаёт в Московской академии вокального творчества Вячеслава Гнедака.

## Работы

### Театр
- Капитан Феб в мюзикле «Нотр-Дам де Пари» (Московская Оперетта)
- Ромео в мюзикле «Ромео и Джульетта» (театр Московская Оперетта)
- Пародийные роли в спектакле Учебного театра ГИТИС «Дорогая моя эстрада»
- «Ледяное сердце» — мюзикл, роль музыканта (начиная с 2012 года)
- «Три мушкетера» — мюзикл, главная роль, д’Артаньян.
- «Жизнь и судьба» — Музыкально-драматический спектакль, главный герой.

### Фильмография
- 2003 — «Новогодний романс» — писатель
- 2004 — «Па» — танцор Саша

### Дискография
- «Прими от меня» (2007)
- «Странная жизнь» (2008)
- «И только о любви» (2011)
- «Мой город» (2017)

### Видеография
- 2006 — «Странная жизнь», режиссёр Альберт Хамитов
- 2007 — «Я и ты», режиссёр Георгий Тоидзе
- 2008 — «My baby», режиссёр Георгий Тоидзе
- 2009 — «Она и он», режиссёр Егор Лымарев
- 2010 — «По имени Настя», режиссёр Дмитрий Курганов
- 2011 — «Синий вечер», режиссёр Георгий Тоидзе
- 2011 — «По имени Настя», режиссёр Георгий Тоидзе
- 2012 — «День рождения», режиссёр Александр Иваненко
- 2013 — «Ты — всё», режиссёр Александр Фиронов
- 2013 — «Девочка по имени Любовь», режиссёр Александр Иваненко
- 2013 — «Если вдруг», режиссёр Михаил Стрижевский